# جيمس ويليامسون (رائد في مجال التصوير)
جيمس أ. ويليامسون (8 نوفمبر 1855 – 18 أغسطس 1933) مصور اسكتلندي وعضو رئيسي في التحالف الحر لرواد الأفلام الأوائل التي أطلق عليها مؤرخ الأفلام الفرنسية جورج سادول اسم مدرسة برايتون. اشتهر ويليامسون بفيلم ذا بيغ سوالو (البلعة الكبيرة) (1901)، فيلم الحيلة الذي استخدم فيه تقنية تصوير اللقطات عن قرب شديد، وبفيلم فاير! (نار!) وأيضًا بفيلم ستاب ثيف! (توقف أيها السارق!) الدراميين اللذين عُرضا معًا في عام 1901، واستخدما تقنية صناعة اللقطات المستمرة من خلال ربط اللقطات المتعددة.

## سيرته الشخصية

### النشأة وعمله
وُلد ويليامسون في مدينة باثهيد في مقاطعة كيركالدي في منطقة فايف في اسكتلندا، ونشأ في مدينة إدنبرة حيث تلقى التدريب ليصبح كيميائيًا خبيرًا. انتقل ويليامسون إلى لندن في عام 1868، حيث تدرب على يد صيدلاني، وانتقل في عام 1877 إلى أبرشية إيستري المدنية في مقاطعة كنت حيث اشترى صيدلته الخاصة وتزوج. كان ويليامسون مصورًا هاويًا شديد الحماس، وعمل في بيع أجهزة التصوير الفوتوغرافي والمواد الكيميائية في متجره، وأصبح وكيل مبيعات لشركة كوداك.
في عام 1886، نقل ويليامسون أعماله الكيميائية إلى البناء رقم 144 في شارع الكنيسة ببلدة هوف حيث أقام مع عائلته، وأنشأ علاقاتِ صداقةٍ قوية مع زملائه في المهنة من أمثال إيسميه كولينغز، وويليام فريز جرين، وجورج سميث، وغيرهم من الرواد في مجال التصوير وصناعة الأفلام الذين زوّدهم بالمواد الكيميائية وأشرطة التصوير المُعالجة. أُعيد ترقيم العقار، الذي كان مملوكًا بالأصل من قبل المصور إس. غراي أحد أصحاب شركة ويل آند غراي للتصوير، إلى 156، ويحوي حاليًا لوجة تذكارية لإنجازات ويليامسون التي كُشف النقاب عنها في احتفالات السينما عام 1996.
كان ويليامسون، الذي كان قد اشترى بالأساس جهازًا وعدله ليتلاءم مع العروض المحلية لأفلام سميث، قادرًا، بمساعدة المهندس ألفريد دارلينج، على صناعة جهاز تصوير محلي الصنع والبدء في صناعة الأفلام، بما في ذلك فيلم ديفيلز دايك فان فير الذي عرض في المعرض السنوي لنادي هوف كاميرا كلاب في شهر نوفمبر من عام 1896، ومرة أخرى في شهر نوفمبر من 1897. في نفس تلك الفترة تقريبًا، قدم جيمس ويليامسون خدمات التصوير بالأشعة السينية لسكان المنطقة لأول مرة.

### إنتاجاته في الشارع الغربي
في عام 1898، نقل ويليامسون عمله في المجال الكيميائي وفي مجال التصوير الفوتوغرافي إلى البناء رقم 55 في الشارع الغربي ببلدة هوف حيث أقام هو وعائلته، وأصدر أول دليل أعمال له. شمل الدليل فيلم الحيلة ذا كراون باربر (الحلاق المهرج)، وفيلم واشينغ ذا سويب (غسل المكنسة) الكوميدي، وغيرها من الأعمال. وُزّعت هذه القوائم لاحقًا من قبل شركة وارويك التجارية تحت إدارة تشارلز أوربان.
ظل عرض ويليامسونز بوبيولار إنترتاينمنت (تسالي ويليامسون ذات الشعبية الكبيرة) الخاص بليلة السبت، يعرض لمدة خمسة أسابيع ابتداءً من شهر يناير عام 1900 وحتى شهر فبراير من نفس العام، ولمدة أربعة أسابيع أخرى من شهر نوفمبر إلى ديسمبر من نفس العام في قاعة بلدة هوف. تضمن العرض الأخير عرض فيلم ويليامسون أتاك أون تشاينا ميشين (هجوم على بعثة الصين) لأول مرة، وتضمن هذا الفيلم أربع لقطات طورت من سردية القصة، كما تضمن لقطات مصورة بتقنية الزاوية المعاكسة ما أعطى الجمهور منظورًا بديلا، بالإضافة إلى احتوائه على مشاهد الرياضات الشتوية التي صورت في سويسرا من قبل متسلقة الجبال والرحالة أوبري لو بلاند، التي توصف بأنها أول مخرجة معروفة.

### أفلام سينمائية مختارة
| عام  | عنوان    | اعتماده      | اعتماده | اعتماده | اعتماده | ملاحظات                               |
| عام  | عنوان    | مصور سينمائي | منتج    | كاتب    | مخرج    | ملاحظات                               |
| ---- | -------- | ------------ | ------- | ------- | ------- | ------------------------------------- |
| 1905 | قصة شيقة |              |         |         |         | كوميديا عن رجل يصرف انتباهه عن كتابه. |

## وصلات خارجية
- جيمس ويليامسون في قاعدة بيانات الأفلام على الإنترنت